# Grand Prix Velké Británie 2009
Grand Prix Velké Británie 2009 (LXII Santander British Grand Prix), 8. závod 60. ročníku mistrovství světa jezdců Formule 1 a 51. ročníku poháru konstruktérů, historicky již 811. grand prix, se již tradičně odehrála na okruhu v Silverstone.

## Závod
- 21. červen 2009
- Okruh Silverstone
- 60 kol x 5.141 km – 105 m = 308.355 km
- 811. Grand Prix
- 3. vítězství  « Sebastiana Vettela
- 2. vítězství pro  « Red Bull
- 106. vítězství pro  « Německo
- 17. vítězství pro vůz se startovním číslem « 15
- 322. vítězství z  « Pole positions
- 2. double (dvouvítězství) pro  « Red Bull

| Legenda k tabulce | Legenda k tabulce                                                                       |
| Barva             | Výsledek                                                                                |
| ----------------- | --------------------------------------------------------------------------------------- |
| Zlatá             | Vítěz                                                                                   |
| Stříbrná          | 2. místo                                                                                |
| Bronzová          | 3. místo                                                                                |
| Zelená            | Bodované umístění                                                                       |
| Modrá             | Nebodované umístění                                                                     |
| Modrá             | Dokončil neklasifikován (NC)                                                            |
| Fialová           | Odstoupil (Ret)                                                                         |
| Červená           | Nekvalifikoval se (DNQ)                                                                 |
| Červená           | Nepředkvalifikoval se (DNPQ)                                                            |
| Černá             | Diskvalifikován (DSQ)                                                                   |
| Bílá              | Nestartoval (DNS)                                                                       |
| Bílá              | Závod zrušen (C)                                                                        |
| Světle modrá      | Pouze trénoval (PO)                                                                     |
| Světle modrá      | Páteční testovací jezdec (TD)                                                           |
| Bez barvy         | Netrénoval (DNP)                                                                        |
| Bez barvy         | Vyřazen (EX)                                                                            |
| Bez barvy         | Nepřijel (DNA)                                                                          |
| Bez barvy         | Odvolal účast (WD)                                                                      |
| Bez barvy         | Nezúčastnil se (prázdné)                                                                |
| Označení          | Význam                                                                                  |
| Tučnost           | Pole position                                                                           |
| Kurzíva           | Nejrychlejší kolo                                                                       |
| †                 | Jezdec nedojel do cíle, ale byl klasifikován, protože odjel více než 90 % délky závodu. |
| ‡                 | Byl udělován poloviční počet bodů, protože bylo odjeto méně než 75 % délky závodu.      |
| Horní index       | Umístění bodujících jezdců ve sprintu                                                   |

| Pozice | č. | Jezdec               | Vůz               | Kolo | Čas         | +/− | Pole | Body | Nej. kolo      | Váha/kg | 1. Pitstop   | 2. Pitstop   |
| ------ | -- | -------------------- | ----------------- | ---- | ----------- | --- | ---- | ---- | -------------- | ------- | ------------ | ------------ |
| 1      | 15 | Sebastian Vettel     | Red Bull RB5      | 60   | 1:22:49.328 | 0   | 1    | 10   | 1:20.735       | 666,5   | 21. / 25.180 | 44. / 23.965 |
| 2      | 14 | Mark Webber          | Red Bull RB5      | 60   | á 0:15.188  | 1   | 3    | 8    | 1:20.915       | 659,5   | 20. / 27.231 | 47. / 22.184 |
| 3      | 23 | Rubens Barrichello   | Brawn BGP 001     | 60   | á 0:41.175  | 1   | 2    | 6    | 1:21.429 (5.)  | 657,5   | 19. / 25.008 | 47. / 21.993 |
| 4      | 3  | Felipe Massa         | Ferrari F60B      | 60   | á 0:45.043  | 7   | 11   | 5    | 1:21.509 (6.)  | 675     | 23. / 23.595 | 45. / 22.772 |
| 5      | 16 | Nico Rosberg         | Williams FW31     | 60   | á 0:45.915  | 2   | 7    | 4    | 1:21.054       | 661,5   | 18. / 24.102 | 43. / 21.683 |
| 6      | 22 | Jenson Button        | Brawn BGP 001     | 60   | á 0:46.285  | 0   | 6    | 3    | 1:21.189 (4.)  | 657,5   | 18. / 25.056 | 49. / 21.723 |
| 7      | 9  | Jarno Trulli         | Toyota TF109      | 60   | á 1:08.307  | 3   | 4    | 2    | 1:21.806 (9.)  | 658     | 18. / 24.414 | 46. / 20.672 |
| 8      | 4  | Kimi Räikkönen       | Ferrari F60B      | 60   | á 1:09.622  | 1   | 9    | 1    | 1:21.656 (7.)  | 654     | 16. / 24.678 | 42. / 22.545 |
| 9      | 10 | Timo Glock           | Toyota TF109      | 60   | á 1:09.823  | 1   | 8    | x    | 1:21.671 (8.)  | 660     | 19. / 28.808 | 48. / 20.538 |
| 10     | 21 | Giancarlo Fisichella | Force India VJM02 | 60   | á 1:11.522  | 6   | 16   | x    | 1:21.810 (10.) | 668     | 23. / 23.977 | 45. / 22.283 |
| 11     | 17 | Kazuki Nakadžima     | Williams FW31     | 60   | á 1:14.023  | 6   | 5    | x    | 1:21.845 (11.) | 652,5   | 15. / 24.767 | 40. / 22.977 |
| 12     | 8  | Nelson Piquet jr.    | Renault R29       | 59   | á 1 kolo    | 2   | 14   | x    | 1:22.505 (17.) | 682,5   | 29. / 26.077 |              |
| 13     | 5  | Robert Kubica        | BMW Sauber F1.09  | 59   | á 1 kolo    | 1   | 12   | x    | 1:22.182 (14.) | 689,5   | 28. / 25.258 | 47. / 22.731 |
| 14     | 7  | Fernando Alonso      | Renault R29       | 59   | á 1 kolo    | 4   | 10   | x    | 1:21.852 (12.) | 654     | 18. / 23.853 | 38. / 23.327 |
| 15     | 6  | Nick Heidfeld        | BMW Sauber F1.09  | 59   | á 1 kolo    | 0   | 15   | x    | 1:21.956 (13.) | 665,5   | 21. / 25.616 | 46. / 21.131 |
| 16     | 1  | Lewis Hamilton       | McLaren MP4-24    | 59   | á 1 kolo    | 2   | 18   | x    | 1:22.576 (18.) | 666     | 20. / 23.624 | 43. / 21.966 |
| 17     | 20 | Adrian Sutil         | Force India VJM02 | 59   | á 1 kolo    | 3   | 20   | x    | 1:23.475 (20.) | 692     | 33. / 26.245 |              |
| 18     | 12 | Sebastien Buemi      | Toro Rosso STR4   | 59   | á 1 kolo    | 1   | 19   | x    | 1:22.711 (19.) | 672,5   | 22. / 23.418 | 41. / 22.952 |
| Pozice | č. | Odstoupili           | Vůz               | Kolo | Důvod       | +/− | Pole | Body | Nej. kolo      | Váha/kg | 1. Pitstop   | 2. Pitstop   |
| Ret    | 11 | Sébastien Bourdais   | Toro Rosso STR4   | 37   | Tlak vody   | 19  | 17   | x    | 1:22.466 (16.) | 687,5   | 27. / 24.359 | 34. / 37.452 |
| Ret    | 2  | Heikki Kovalainen    | McLaren MP4-24    | 36   | Defekt      | 19  | 13   | x    | 1:22.418 (15.) | 695,5   | 33. / 24.853 | 34. / 23.899 |

### Stupně vítězů
| Jezdci (rekord Michael Schumacher 154) - 66. podium pro « Rubense Barrichella - 6. podium pro « Marka Webbera - 5. podium pro « Sebastiana Vettela | Vozy (rekord Ferrari 623) - 11. podium pro « Brawn GP - 11. podium pro « Red Bull | Státy (rekord Velká Británie 525) - 277. podium pro « Brazílii - 240. podium pro « Německo - 62. podium pro « Austrálii |

### Bodové umístění
V závorce body získane v této GP:
| Jezdci (rekord Michael Schumacher 1369 bodů) - 571 (6) bodů pro « Rubense Barrichella - 541 (1) bodů pro « Kimi Räikkönena - 314 (5) bodů pro « Felipeho Massu - 296 (3) bodů pro « Jensona Buttona - 235,5 (2) bodů pro « Jarna Trulliho - 135,5 (8) bodů pro « Marka Webbera - 80 (10) bodů pro « Sebastiana Vettela - 56,5 (4) bodů pro « Nico Rosberga | Vozy - 4049,5 (6) bodů pro « Ferrari (nový rekord) - 2581 (4) bodů pro « Williams - 253,5 (2) bodů pro « Toyotu - 177,5 (18) bodů pro « Red Bull - 105 (9) bodů pro « Brawn GP | Státy - 4615,28 (3) bodů pro « Velká Británie (nový rekord) - 2467,5 (14) bodů pro « Německo - 2419 (11) bodů pro « Brazílie - 1979,8 (2) bodů pro « Itálie - 1250,5 (1) bodů pro « Finsko - 609,5 (8) bodů pro « Austrálie |

### Nejrychlejší kolo
- Sebastian Vettel 1:20,735 Red Bull
- 1. nejrychlejší kolo pro  Sebastiana Vettela
- 1. nejrychlejší kolo pro  Red Bull
- 99. nejrychlejší kolo pro « Německo
- 16. nejrychlejší kolo pro vůz se startovním číslem « 15

### Vedení v závodě
- Sebastian Vettel « byl ve vedeni 165 kol
- Mark Webber « byl ve vedeni 16 kol
- Red Bull « byl ve vedení 128 kol
- Německo « bylo ve vedení 6095 kolo
- Austrálie « byla ve vedeni 1430 kol

| Kola       | km         | Jezdec           | %     |
| ---------- | ---------- | ---------------- | ----- |
| 1–44 kolo  | 226.204 km | Sebastian Vettel | 73,3% |
| 45–47 kolo | 15,423 km  | Mark Webber      | 5%    |
| 48–60 kolo | 66,833 km  | Sebastian Vettel | 21,7% |

| Vettel | We | Vettel |
| ------ | -- | ------ |

### Postavení na startu
Sebastian Vettel – Red Bull RB5 – 1'19.509
- 4. Pole position  « Sebastiana Vettela
- 3. Pole position pro « Red Bull
- 82. Pole position pro « Německo
- 22. Pole position pro vůz se «  startovním číslem 15
- 32× první řadu získal « Rubens Barrichello
- 5× první řadu získal  « Sebastian Vettel
- 6× první řadu získal « Brawn
- 5× první řadu získal « Red Bull
- 210× první řadu získala « Brazílie
- 162× první řadu získalo « Německo